# کنت‌آباد
کنت‌آباد، روستایی در دهستان کوهستان بخش چاه حسن شهرستان جازموریان در استان کرمان ایران است.

## جمعیت
بر پایه سرشماری عمومی نفوس و مسکن در سال ۱۳۹۵، جمعیت این روستا برابر با ۳۰۱ نفر (۸۶ خانوار) بوده است.